# Retrato de un hombre con gorro rojo
Retrato de un hombre con gorro rojo es una obra del pintor flamenco Hans Memling, pintada entre 1465 y 1470 sobre tabla de roble. El retrato fue adquirido en 1850 por el Instituto de arte Städel de Fráncfort del Meno, donde aun permanece.

## Imagen
La pintura muestra un retrato de busto de un hombre de tres cuartos a la izquierda, frente a un paisaje al fondo; la identidad del hombre hasta el momento no ha sido establecida. Es uno de los primeros retratos que Memling pintó en Brujas. El retrato sigue la tradición de los retratos de Jan van Eyck y Rogier van der Weyden, pero aquí está representado ante un paisaje delante de un marco de piedra, a manera de fingida ventana, lo que fue una innovación. Tiene cierta semejanza con el Retrato de un hombre.

## Origen
Este retrato fue comprado en 1823 por LJ Nieuwenhuys, quien lo vendió al Príncipe Guillermo de Orange de cuya subasta fue comprado por el Museo de Frankfurt en 1850.